# 張盛 (明朝)
張盛（1426年—？），字克謙，直隸常州府宜興縣人，明朝政治人物。進士出身。

## 生平
應天府鄉試第九十八名。天順四年（1460年）庚辰科會試第五十三名，殿試登進士第二甲第四十三名。

## 家族
曾祖張以賢。祖父張子榮。父亲張士林，曾任漳浦縣知縣。